# Sandalia
Genre
Sandalia est un genre de mollusques gastéropodes marins de la famille des Ovulidae. 

## Liste d'espèces
Selon World Register of Marine Species (19 septembre 2020) :
- Sandalia bridgesi Lorenz, 2009
- Sandalia meyeriana (Cate, 1973)
- Sandalia triticea (Lamarck, 1810)
- Sandalia vibrayana (de Raincourt, 1870) †